# Moldavien i olympiska vinterspelen 2010
Moldavien deltog med sju deltagare vid de olympiska vinterspelen 2010 i Vancouver. Ingen av landets deltagare erövrade någon medalj.